# Emurena luridoides
Emurena luridoides là một loài bướm đêm thuộc phân họ Arctiinae, họ Erebidae.